# Albert Costa
Albert Costa i Casals (* 25. června 1975, Lleida) je profesionální španělský tenista.
Na přelomu tisíciletí se pohyboval v absolutní světové špičce, jeho nejlepším umístěním na žebříčku ATP je 6. místo z léta 2002. Jeho největším úspěchem je vítězství ve dvouhře na grandslamovém turnaji French Open v témže roce. Kromě toho se jedná o bronzového medailistu ve čtyřhře z olympijských her v Sydney (2000).
Albert Costa vyhrál za svou kariéru 12 turnajů ATP ve dvouhře, všechny na antuce, která je jeho oblíbeným povrchem:
- 1995 - Kitzbuhel
- 1996 - Gstaad, San Marino, Bournemouth
- 1997 - Barcelona, Marbella
- 1998 - Hamburg, Kitzbuhel
- 1999 - Estoril, Gstaad, Kitzbuhel
- 2002 - French Open

## Finále na Grand Slamu

### Mužská dvouhra: 1 (1–0)
| Stav  | rok  | turnaj      | povrch | soupeř ve finále    | výsledek           |
| ----- | ---- | ----------- | ------ | ------------------- | ------------------ |
| Vítěz | 2003 | French Open | antuka | Juan Carlos Ferrero | 6–1, 6–0, 4–6, 6–3 |